# Markasitsmycke

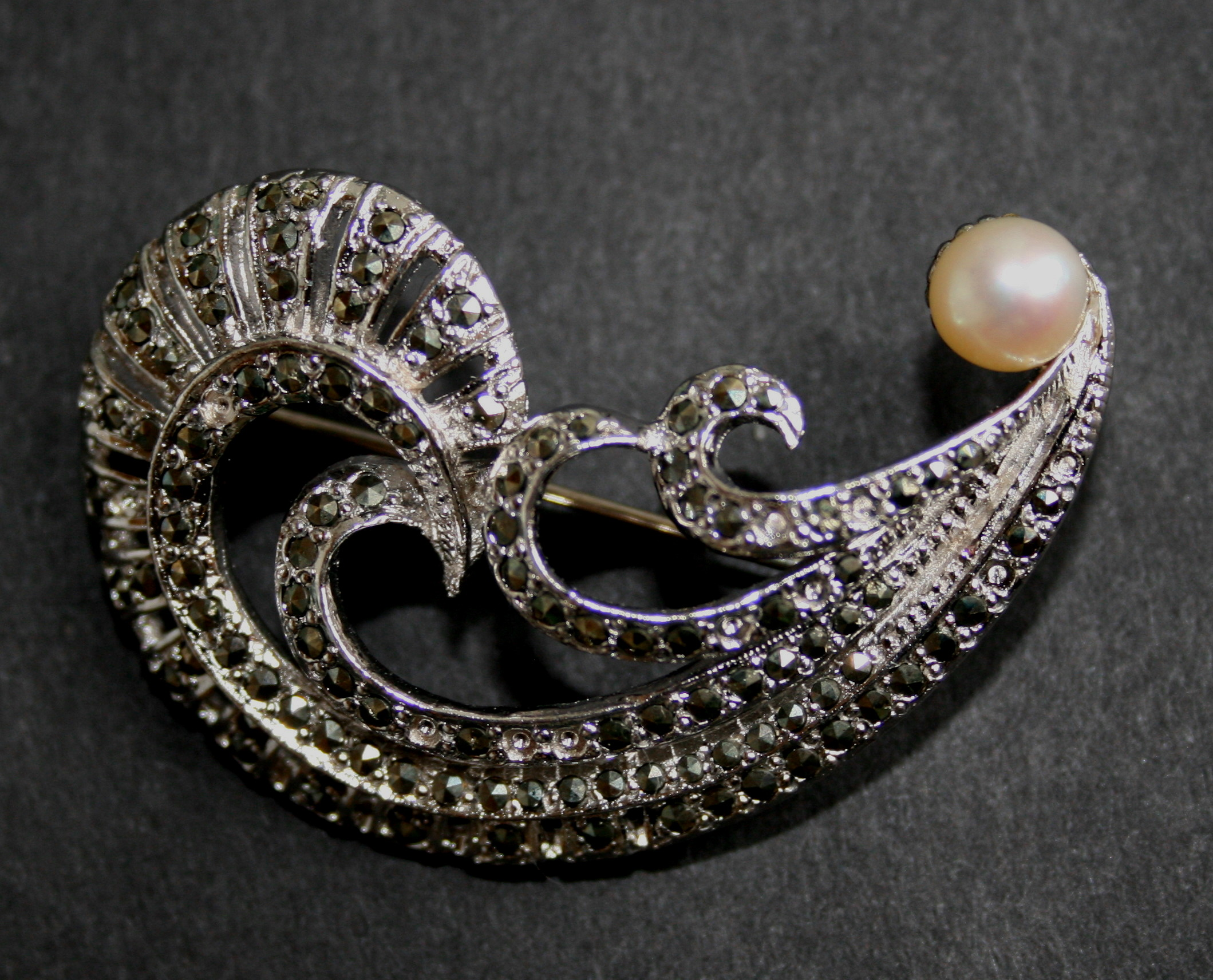
Markasitbrosch gjord i pyrit och silver

Ett Markasitsmycke består av slipade och polerade bitar av mineralet pyrit och inte, som namnet antyder, av mineralet markasit. 
Både pyrit och markasit är kemiskt sett järnsulfider, men med olika kristallstrukturer vilket ger dem olika fysiska och kemiska egenskaper. Olikheten är känd som polymorfism. Pyrit är stabilare och mindre spröd än markasit. Vissa markasiter kan reagera med fukt och luftens syre varvid de sönderfaller till ett vitt pulver samt svavelsyra. Det här är anledningarna till att pyrit används istället för riktig markasit i markasitsmycken.
Markasitsmycken tillverkas ofta genom att infatta små bitar av fasetterad pyrit i silver. Billigare modesmycken görs genom att limma bitar av pyrit snarare än infatta dem. Ett liknande smycke kan tillverkas med små bitar av polerad stål. De slipade och polerade mineral- eller stålbitarna reflekterar ljus från dess olika fasetter i olika riktningar vilket får dem att glittra och bli attraktiva. 
Thailand är en av de stora tillverkarna av moderna markasitsmycken i silver.[källa behövs]

## Historia
I äldre tider gjordes ingen skillnad mellan pyrit och markasit. Smycken betecknades som gjorda av markasit även om det i själva verket var pyrit. Det var först 1845 som Wilhelm von Haidinger på vetenskaplig väg redde ut skillnaden mellan de två olika mineralen.
Markasitsmycken tillverkades redan på de gamla grekernas tid. Smyckena var särskilt populära på artonhundratalet under den viktorianska eran och med jugendformgivare. När diamanter förbjöds för offentlig visning i Schweiz på 1700-talet,[källa behövs] blev markasit, tillsammans med slipat stål en ersättning.
När prins Albert dog 1861 gick drottning Victoria in i en sorgeperiod, som krävde att hela hennes hov skulle bära svart och undvika överdådiga smycken. Markasitsmycken blev populära hos adeln som ett diskret alternativ.

## Prydnadsstenar för samlare
Trots den idag felaktiga benämningen markasitsmycke inom juvelerarhandeln för smycken av pyrit förekommer det prydnadsstenar av det verkliga mineralet markasit, främst som samlarobjekt.